# Langues mondé

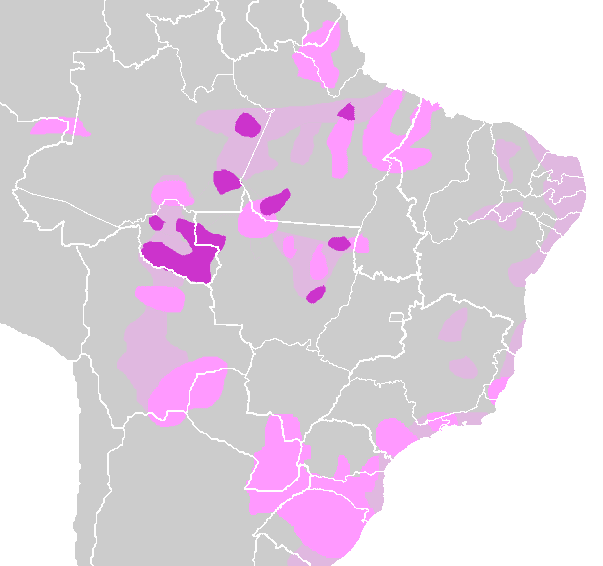
schéma de la réparation des langues tupi au Brésil

Les langues mondé constituent un des groupes de la famille des langues tupi. Elles sont parlées au Brésil.

## Liste des langues mondé
Les langues mondé sont selon la classification de Rodrigues (2007) au nombre de six:
- Aruá
- Cinta-larga (en)
- Gavião (en) ou ikõrõ
- Paitér (en) ou suruí
- Salamãi (en)
- Zoró (en)

## Sources
- (en) Rodrigues, Aryon, Tupi Languages in Rondônia and in Eastern Bolivia, Language Endangerment and Endangered Languages, Leo Wetzels (Éditeur), pp. 355-363, Indigenous Languages of Latin America 5, Leyde, CNWS Publications, 2007  (ISBN 978-90-5789-154-0).